# 2010年韓国における口蹄疫の流行
2010年韓国における口蹄疫の流行（2010ねんかんこくにおけるこうていえきのりゅうこう）とは、2010年の11月下旬に、韓国の慶尚北道安東市臥龍面西峴里から始まり、京畿道、江原道、仁川広域市、忠清北道に広まった口蹄疫の流行である。

## 概要
2010年から始まった口蹄疫の流行は、韓国では6回目の流行である（1934年、2000年、2002年、と2010年の3回）。
韓国の約半分の面積の地域を占める4道1広域市 - 慶尚北道、京畿道、江原道、仁川広域市、忠清北道 - の家畜58万頭を処分（宮崎県は29万頭）する。12月29日から警戒・対策体制を最高の「深刻」レベルとし、国家全体を動員して封じ込めにあたる。
2010年韓国中東部の慶尚北道安東市で11月20日頃から流行した。診断が遅れ、11月29日に初めて確定診断された。12月2日に全ての家畜市場が閉鎖された。その後5日には安東市の20km防疫線が破られ、慶尚北道で感染が広がり、14日には15万頭の殺処分となった。15日に慶尚北道の感染地帯から200km余り北西の京畿道で感染が確認された。21日までの処分は20万頭になった。22日に感染地域から50km離れた江原道でも感染が確認された。この急速な拡大を受けて、感染の激しい12地域で韓牛25万頭以上へのワクチン接種を25日から開始し、30日には22.7万頭に接種済みである。28日には忠清北道に広がり、29日から最高警戒レベルの「深刻」として対策をさらに強化する。12月31日午前段階で、総計4道1広域市、32市・郡、71ヶ所。総殺処分2,385戸の58万456頭、ワクチン接種は12,600戸の34万頭、損害額370億円。

### 傾向と対策
口蹄疫に罹患しても典型的な症状を示さない。初期の抗体検査では陰性を示すことがあった。また時系列的・地理的に順番に拡散するだけではなく、防疫線を飛び越え飛び火的に突然発生（20-200km以上）することがあった。感染と拡大の主な原因として「汚染国への旅行」と「畜産関係車両の往来」が挙げられている。

## 時系列

### 2010年11月
- 11月23日、24日、26日に韓国慶尚北道安東市臥竜面西峴里の養豚団地で口蹄疫が疑われる豚が見つかり、農家が安東市家畜衛生試験所に申告したが、陰性だったため3回とも口蹄疫でないとした。これは、抗体形成に約1週間かかるため陰性でも精密検査を依頼する、という農林水産部（省）のマニュアルに反していた[3]。
- 11月26日、西峴養豚団地の子豚が突然死した。慶尚北道家畜衛生試験所・北部支所に届けるが、簡易検査で陰性だったため23日に行った水タンクの塩素系消毒の中毒として、移動制限を解除した。異なる農場での相次ぐ子豚の死亡に納得しない農場側が28日午後、国立獣医科学検疫院（獣科院）に届け出た[4]。農家の経営者が口蹄疫発生国のベトナム旅行へ行って感染した可能性が指摘されている[5]。確認検査をしない間に、韓牛15頭が全国に移動し、糞尿処理車両が京畿道まで運行されたという[6]。
- 11月30日
  - 西峴里から8km離れた安東市西後面二松川里の韓牛農家の牛5頭に感染していたことが確認された。以後安東市で牛豚合計6件9,368頭。
  - 予防的処分が実施された。1、2例日については、家畜衛生協議会の決定に基づき、発生農場から半径3km以内の132農家、2万3千頭を殺処分。3、4例日については、発生農場から半径500m以内の農家の感受性動物を殺処分。

### 2010年12月

#### 12月 1日〜 安東市で急拡大
- 12月1日以降、全国の家畜市場82ヶ所（済州島を除く）を閉鎖し、2日には国内家畜市場全84か所を閉鎖。処分頭数は54,000頭に増加[7] [要検証 – ノート]。
- 12月3日、安東市で合計17ヶ所、4日には20ヶ所、5日には合計27ヶ所確認。処分頭数62,000頭、処分待ち13,000頭。

#### 12月 6日〜 慶尚北道全体で拡大
- 12月6日、第1例から21km（別の報道では26.8km）離れた慶尚北道醴泉郡虎鳴面の韓牛農場が、口蹄疫と確認された。20kmの防疫線が破られたことになる。感染農場は合計30ヶ所になった[8]。朝の段階で、4.7万頭が既に処分され、さらに3万頭が処分待ちである[9]。
- 12月7日、朝の集計で処分頭数は8.8万頭になった。
  - 第1例から32km離れている英陽郡青杞面の韓牛農家の感染が確認され、合計3地域、31件になった[10]。
  - 農水省：2010年韓国口蹄疫発生場所地図：12月7日現在 (PDF)
- 12月8日、
  - 処分頭数合計119,915頭、31件（豚4件25,570頭、牛27件1,493頭）、処分農場399ヶ所[11][12][13]。この頭数の中には疫学関連農場として拡散防止のために埋め立て処分された忠清南道保寧市の豚2.5万頭が含まれる[14]。
  - 検疫ポイントは360ヶ所になった[11][15]。
  - 奉化郡で韓牛の陽性（既に殺処分予定）
    - 奉化郡の口蹄疫の疑いのある牛の屠殺した3頭の肉898kgのうち、228kgはすでに消費者に販売された[16]。

  - 栄州市で韓牛の陽性（既に殺処分予定）[17]
  - 農水省：口蹄疫罹患家畜の特徴的病変（2010年1月〜6月韓国事例）：写真 (PDF)
- 12月9日、盈徳郡で韓牛の陽性2例（既に殺処分予定）、合計36例目[18]。
- 12月11日、栄州市赤西洞の韓牛農家で感染確認[19]。
- 12月13日、
  - 義城郡安寺面の韓牛農家で感染確認（農水省38例目）[20]、殺処分合計628農場の147,173頭[21][22]。
    - 義城郡の農家が、安東市の口蹄疫発生農場から900m離れた農機械修理センターを12月6日に車で訪問したため広がったとされる[16]。

  - 醴泉郡の豚で感染確認（既に殺処分予定）、合計39例目[23]。
  - 農水省：2010年韓国口蹄疫発生場所地図：12月13日現在 (PDF)
- 12月14日、農水省：2010年韓国口蹄疫発生場所地図：12月14日現在 (PDF)

#### 12月15日〜 京畿道に広まる・「警戒」レベルに
- 12月15日、
  - 韓国最大の畜産地帯である京畿道楊州市南面と漣川郡白鶴面の養豚場各1カ所（各1200頭）で感染確認し、家畜約1万8千頭を殺処分する[1]。慶尚北道以外の初めての感染確認であり、また感染地帯から100km-200km（250kmの報道あり）[要出典]離れている。楊州市は韓国最大の人口密集地帯である首都圏（ソウル特別市と仁川広域市のまわり）である[24][25][26]。
  - 京畿道に初めて防疫検問所が設けられたのは14日の夜であった[1]。
  - 慶尚北道醴泉郡知保面の韓国牛が陽性[1]。
  - 危機警報水準を「注意」から1段階上げ「警戒」（上から2番目）に引き上げ、すべての地方自治体で対策本部を立ち上げさせるなどして防疫態勢を強化した[27]。
  - こうした事態を受け、日本の農林水産省サイトの口蹄疫情報ページに次の内容が追加された。「なお、韓国では、本年1月に口蹄疫が発生し、6月にはいったん終息したものの、11月に再発が確認されました。アジア周辺諸国では、依然として口蹄疫が発生していることから、畜産農家の皆様方におかれましては、引き続き、飼養衛生管理の徹底や早期摘発のための監視の強化に万全を期していただくようお願いいたします。」[28]
- 12月16日、
  - 韓国最北部の京畿道坡州市の乳牛農家で感染が確認され、京畿道北部の家畜殺処分合計は、農家29戸、2.2万頭になり、処分は完了している。検問所は坡州33カ所、楊州31カ所など85ヶ所、600人になった。漣川郡の感染農家から南西に15km離れている[29]。
    - 坡州市の口蹄疫感染農場を訪問した食肉処理車両が高陽市の韓牛農場を訪問した後、農場でも口蹄疫が発生した。[30]

  - 慶尚北道義城郡で韓牛の陽性例（既に殺処分予定）[31]。
  - 遺伝子検査結果によると、慶尚北道と京畿道のウイルスは639遺伝子中5〜6の遺伝子が異なる。発生源が異なるのか、慶尚北道から京畿道へ感染が広がる中で変異したのか調査中である[要検証 – ノート][要出典]。
  - 京畿道のウイルスは、楊州と漣川ともに抗原にのみ反応し抗体反応が見られないことから、最近の感染だと思われている[1]。
  - 12月17日、政府合同支援団（国務総理室など6官庁の7人）が、京畿道第2庁舎で防疫活動を本格支援する[29]。
- 12月18日、京畿道の検問所を100ヶ所、650人、40台に増強した。専用の集乳車と飼料運送車を危険地域（半径3km以内）との警戒地域（半径10km以内）に配置した。京畿北部では、2万8,000匹余りを処分した[32]。
- 12月19日、京畿道坡州市交河邑で2頭の韓牛が陽性、半径500mの約500頭を処分する（京畿道4例目）。16日発見の坡州市の例（坡州邑の乳牛）とは別で、南西に19km離れている[33][34]。
  - 京畿道高陽市一山東区の乳牛農家で感染確認[35]。
- 12月21日、京畿道加平郡下面（15日京畿道初確認の漣川郡から33km[36]）の韓牛農家で感染確認[37]。殺処分は約19.9万頭になった。加平のすぐ東は、多数の韓牛トップブランドを持つ江原道である[38]。

#### 12月22日〜 江原道に広まる・ワクチン接種
- 12月22日、
  - 感染が2道の12市・郡、42件、1208戸に増えた。殺処分対象の家畜は1208戸、21万7356頭となり、過去最悪だった02年の16万頭を大きく上回った。（江原道に拡大する前の午前中の数字である。）[要出典][要出典]
  - 地図：農林水産省（日本）：韓国における口蹄疫の発生状況 平成22年12月22日11時現在 (PDF) 
  - 政府は4時に緊急家畜防疫協議会を開き、リングワクチン接種開始を公式決定した。広域接種ではなく、小規模地域に限定する[39]。具体的には、発生地域の半径10kmの範囲にある牛に接種する。安東市は全域となる。在庫は30万頭分、370万頭分を輸入する[要検証 – ノート][注釈 1][41][42]。
  - 補償金が21日に、2200億ウォン（約159億円）を超えた（補償金額は、韓牛1頭当たり500万ウォン（約36万円）、豚30万ウォン（約2万円）[43]。
  - 江原道の平昌郡大和面と華川郡史内面の韓牛で確認[44]。
  - 京畿道抱川市官仁面の韓牛農家、京畿道漣川郡と金浦市月串面の養豚農家でも、新たに感染が確認された[45][46]。
  - 江原道には16,000戸の畜産農家に61万頭の牛豚などがいる（京畿道とほぼ同数）[47]。
- 12月23日、
  - 江原道原州市文幕邑と春川市南面の韓牛で感染確認[48][49]。
  - 江原道横城郡横城邑で韓牛感染確認[50]。
  - 韓牛へのワクチン接種を、慶尚北道の安東・醴泉、京畿道の坡州・高陽・漣川の5地域で実施する。接種は25日ごろから始まり、7,016戸の13.3万頭余りを対象とする。800人が200チームに分かれて活動する。
  - 12月23日昼現在、合計1,462戸の牛、豚、シカ、ヤギなど27万8,530頭が殺処分、埋却された[51]。
- 12月24日、
  - 仁川広域市江華郡良道面（江華島南部）の養豚農家で23日夜に感染確認、周囲を含め4,300頭を殺処分[52]。
  - 京畿道金浦市の養豚農家1戸で感染確認、周辺を含め豚7,000頭を殺処分。22日発見農家から600m。通行車両の消毒を、14カ所の統制所で公務員101人と民間人54人で行っている[53]。
  - 慶尚北道永川市華南面の2.4万頭を飼育する巨大養豚場で感染確認。23日から要観察になったので、ウイルス保有豚肉が全国に出荷されている可能性がある。半径3km以内の家畜を殺処分する[54]。
    - この牧場は永川地区にある系列農場7ヶ所17,700頭の中心であり、飼料・管理・子豚が同じなので同時に処分する[55]。
    - その後の調査でこの養豚場から、慶尚北道・京畿道・忠清南道など10市・郡の14養豚場に子豚を供給したが、「これによる口蹄疫感染例はまだ確認されていない」という。関係農場8市・郡の13ヶ所、6.5万頭も処分する[注釈 2]。

  - 24日午前段階で、総計1,750農家の家畜約29万9千頭を殺処分または予定[57]
  - 江原道横城郡の2ヶ所でも韓牛感染確認[58]。
  - 24日夕方段階で、3道＋1広域市の21市郡、51例、殺処分は約32万5千頭になった[59]
  - 政府は金滉植首相が主宰する国家政策調整会議を開き、予備費1,541億ウォンの支出を決定した。また国会通過待ちの家畜伝染病予防法改正案が成立するのを待たずに前倒しで政策を実行する[55]。
- 12月25日
  - 韓牛へのワクチン接種を開始した。
  - 江原道鉄原郡で発生。
- 12月26日
  - 京畿道南東部驪州郡加南面の養豚場（2,100頭）と、同郡北内面の牛農家（140頭）で症状、確認を待たずに農場内は処分、周辺処分は検査結果待ち - その後陽性[60]。
  - 京畿道南東部利川市大月面の養豚場（5,000頭）で感染[61]。
- 12月27日[62][63]
  - 仁川市西区と桂陽区の養豚農家、慶尚北道青松郡の韓牛（韓国在来種のウシ）農家、京畿道楊平郡の韓牛農家、江原道鉄原郡で感染確認[64]
  - 合計4市・道、26市・郡、60件、農家2,059戸、家畜44万3,442頭を処分。
  - 京畿道驪州市、利川市、楊平郡でも27日から追加ワクチン接種（接種した家畜は基本的に処分されない）。合計接種25万頭。
  - 京畿道南部のウイルスはいずれも抗体の陽性反応が認められた。これは感染から1-2週間たっていることを意味する。
  - 専門家は「最初の発生地を中心に、周辺に拡大するのが普通だが、江原道は全く関連のない地域から散発的に出ており、お互いに数十kmずつ離れている」という。

#### 12月28日〜 忠清北道に広まる・「深刻」レベルに
- 12月28日、[65][66]
  - 忠清北道忠州市仰城面の韓牛農家で確認。昨日予防のため殺処分済み。
  - 江原道の洪川郡と春川市東面と横城郡隅川面、慶尚北道星州郡の韓牛農家で確認。慶尚北道栄州市長寿面の養豚場でも確認。
  - 総計4道・1広域市の29の市郡区、470,094頭。
  - ワクチン接種を4ヶ所追加し12ヶ所にする。追加は(1)忠清北道忠州市、(2)仁川市江華郡、(3)京畿道楊州市・(4)京畿道抱川市。
  - ワクチン接種のために目印を付けられた家畜は、7,500農場の184,057頭以上になった。
  - 政府は「災難および安全管理基本法」改正案を閣議で議決し、災害資金を口蹄疫など家畜伝染病にも使えるようにした。
  - 政府は2,794億ウォンを予備費から支出する。
  - 政府筋は29日に警戒レベルを最高の「深刻」に上げることにした。海外旅行客に対する検疫などが強化される。
- 12月29日、[67][68]
  - 警戒レベルを「深刻(Red)(serious)」に上げた。
  - 政府の危機管理センターを設置し、司令塔とする。
  - 現在の防疫検問所は1,391ヶ所になった。
  - 処分合計523,000頭、被害額400億円、関係公務員数15万人、ワクチン接種12地域の23.6万頭。
- 12月30日[69]
  - 江原道洪川郡の養豚場の口蹄疫を確認、農場内の13,000頭を処分。
  - 合計549,000頭を処分、8,570農場の227,000頭にワクチン接種済み。
- 12月31日[70][71]
  - 慶尚北道永川市花山面と慶州市安康邑、京畿道南楊州市真乾邑の韓牛農家での感染を確認。
    - 慶尚北道 慶州市北部の安康邑の韓牛農場で感染確認。
    - 合計4道1広域市、32市・郡、71ヶ所。総殺処分2,385戸の580,456頭、ワクチン接種は12,600戸の34万頭、損害額370億円。

### 2011年4月
- 4月26日、慶尚北道永川市で口蹄疫がまた発生し、非常事態になった。[72]

## 警報レベルと処置
韓国では、新型インフルエンザの流行を受けて2006年に「国家伝染病災難段階」制度が導入された。
今回の口蹄疫の流行では、2010年12月15日に「警戒」に、同年12月29日に最高の「深刻」になった。これは前年（2009年）の人間の新型インフルエンザに対しての発令以来である。家畜伝染病についての「深刻」は初めてである。農林水産食品部（省）が責任を持ち、「警戒」レベルでは対策本部の責任者が「注意」の次官から長官に格上げされる。
3道以上の感染で宣言される「深刻」レベルでは以下のように対策が強化される。。
- 政府全体が動く（大統領、首相）
- 実務責任者は行政安全部長官、副責任者は農林水産食品部長官。
- 中央災難安全対策本部を設置し、国家レベルで対策を行う。
- 防疫に大韓民国行政安全部（日本の総務省に相当）公務員と警察を動員する。
- 口蹄疫の発生していない各自治体もその長を対策本部長とする地域災難安全対策本部を設置する。
- 家畜や関連業者の車両の移動を各道内に限定する。
- 農家や幹線道路での消毒を発生していない地域でも強化する。
- 農家の海外旅行客に対する検疫強化をし、予防接種地域を拡大する。

## 防疫システム
2010年12月16日現在、国家レベルの防疫担当人員は、獣科院33人、農食品部7人の40人である。
国立獣医科学検疫院（獣科院、NVRQS, the National Veterinary Research and Quarantine Service。京畿道安養市（アンヤン）、職員591人）が確定診断や追跡調査を行う。中心になるのは院長、疾病防疫部長の2人である。検査室は20人・3交代・24時間体制、試料採取チームは2人1組で30チームである。疫学調査は2人1組で6チームが活動しているが、別業務の担当職員で「危機対応チーム」を構成し、13チームとしている。総合状況室（Situation Room - 365日24時間活動の監視室）の場合、本来は24時間勤務と1日休みの勤務体制だが人員不足のため連続勤務をしている。

## 種牛・精液の存続・保管体制
- 「農協中央会傘下韓牛改良事業所」が韓国内唯一の種牛飼育、精液採取保存施設である。1982年に農協中央会が設立し、忠清南道瑞山市雲山面にある。330万坪の農場で、2010年12月現在保証種牛50頭と候補種牛74頭が飼育されている。また全国の精液ストロー200万本を生産し、130万頭の韓牛の雌牛のうち98％を受胎させる。冷凍精液保存能力は100万本である。地方道際で危険なので、2010年12月下旬に2.5km離れた山の上にある第3放牧場（地形も畜舎も宮崎県尾八重牧場のようなところ）に候補種牛53頭を移動させた。氷点下10度になり、南側は開いているので、場合によっては吹雪が吹き込む。精液採取のため保証種牛は全て瑞山に残した。今後正式畜舎と精液保管施設を建設する。
- 口蹄疫の拡大で危険だったので、2002年の流行後に全羅北道茂朱郡富南面に49頭、2010年5月に慶尚北道英陽郡日月面に27頭を送った。
- 精液全国補給所は京畿道北西部坡州市にあったが、2010年2月に大田広域市に移した。また瑞山市から大田市に冷凍精液の一部を移して保管している。[76][77]
- 江原道平昌郡大関嶺面には、韓国最大の韓牛研究機関、大関嶺韓牛試験場がある[78]。